# Émeutes de 1956 à Hong Kong
Les émeutes de 1956 à Hong Kong résultent des provocations de plus en plus fortes survenues entre les pro-nationalistes et les pro-communistes lors du Double-Dix, la fête nationale de la république de Chine qui se tient le 10 octobre.

## Déroulement
Le 10 octobre 1956, jour de la fête nationale de la république de Chine qui commémore le soulèvement de Wuchang, des militants du Kuomintang nationaliste et d'autres du Parti communiste chinois se provoquent puis s'affrontent. Le groupe d'émeutiers nationalistes aurait au départ été largement composé d'agents provocateurs. L'élément déclencheur aurait été le retrait de drapeaux nationalistes des murs d'un bâtiment décidé par un membre du gouvernement,. La plupart des violences ont eu lieu dans le quartier de Tsuen Wan, à quelques kilomètres de Kowloon. Un groupe d'émeutiers a mis à sac une clinique, tuant quatre personnes. Un riche homme d'affaires chinois est pris en otage mais libéré par la police. Les émeutes prennent une ampleur internationale quand un taxi a été la cible de coups de feu sur Nathan Road ; un ressortissant suisse qui se trouvait dans ce taxi a été tué.
La majeure partie de la population hongkongaise se détache des émeutiers et prévient la police. Afin de disperser les émeutiers, le premier secrétaire Edgeworth Beresford David (en) demande aux forces armées britanniques déployées à Hong Kong, et notamment au régiment des 7th Queen's Own Hussars (en), de venir renforcer les troupes de la police hongkongaise.

## Bilan
Les émeutes ont causé la mort de 59 ou 60 personnes et en ont blessé plus de 500. Les dommages matériels ont été estimés à 1 000 000 $,.
5 000 personnes sont arrêtées. Dans les procès ayant suivi les émeutes, quatre accusés ont été reconnus coupables de meurtre et condamnés à la peine de mort. Les citoyens touchés par les émeutes ont été dédommagés par le gouvernement.